# Leptodoras linnelli
Leptodoras linnelli és una espècie de peix de la família dels doràdids i de l'ordre dels siluriformes.

## Morfologia
- Els mascles poden assolir 23 cm de longitud total.[5][6]

## Hàbitat
És un peix d'aigua dolça i de clima tropical (18 °C-22 °C).

## Distribució geogràfica
Es troba a Sud-amèrica.